# Ernie Stautner
Ernest Alfred Stautner (20 de abril de 1925 – 16 de febrero de 2006) fue un jugador y entrenador alemán de fútbol americano. Jugó como defensive tackle para los Pittsburgh Steelers.

## Biografía
Stautner nació en Prinzing-by-Cham, Baviera en la República de Weimar. Su familia emigró a Albany, Nueva York cuando él tenía tres años de edad. Sirvió en el Cuerpo de Marines de los Estados Unidos antes de asistir al Boston College,  donde fue titular en sus cuatro años allí como tackle tanto ofensivo como defensivo. Se graduó con un título en psicología en 1950.
Después de haber sido seleccionado en la segunda ronda del draft de 1950, Stautner jugó toda su carrera deportiva con los Steelers desde 1950 hasta 1963, distinguiéndose como uno de los mejores liniero defensivo en su era convirtiéndose en una piedra angular de una defensa muy golpeadora. Stautner fue seleccionadoa nueve Pro Bowls a lo largo de sus 14 años como profesional, perdiéndose por lesión solo seis partidos. Se retiró como jugador en 1963. 
Stautner fue elegido al Salón de la Fama del Fútbol Americano Profesional el 13 de septiembre de 1969, su primer año de elegibilidad. Stautner es el único jugador que ha tenido el honor de tener su número retirado (70) por los Steelers.
Desde 1966 hasta 1988, fue entrenador asistente con los Dallas Cowboys, y como coordinador defensivo de 1973 a 1988.  Fue vital en el desarrollo de gente como Randy White y Ed "Too Tall" Jones. Stautner fue contratado como entrenador del equipo Dallas Texans, de la Arena Football League de 1990 a 1991.  Fue el entrenador de línea ofensiva para los Denver Broncos de 1991 a 1994.  En su estadía con los Broncos, estuvo bajo las órdenes de Dan Reeves y Wade Phillips.
De 1995 a 1997 regresó a Alemania para ser el entrenador de los Frankfurt Galaxy en la NFL Europa. Guio a su equipo a dos World Bowls consecutivos en 1995 y 1996, ganado en 1995.
Stautner murió en Carbondale, Colorado a los 80 años de edad de complicaciones por Alzheimer. Está sepultado en el Sacred Heart Cemetery Rowlett en Dallas.